# Фільдерштадт
Фільдерштадт (нім. Filderstadt) — місто в Німеччині, знаходиться в землі Баден-Вюртемберг. Підпорядковується адміністративному округу Штутгарт. Входить до складу району Есслінген.
Площа — 38,54 км2. Населення становить 45 958 ос. (станом на 31 грудня 2020).